# Zasadzka (film 1987)
Zasadzka (org. Stakeout) – amerykańska komedia kryminalna z 1987 roku w reż. Johna Badhama.

## Opis fabuły
Groźny przestępca Richard, przy pomocy swojego kumpla Reynaldo, ucieka z pilnie strzeżonego więzienia. Policja i FBI postanawiają zorganizować zasadzkę na Richarda. W domu sąsiadującym z mieszkaniem jego dziewczyny Marii organizują punkt obserwacyjny, z którego czterej policjanci 24 godziny na dobę monitorują lokal. Jeden z nich – Chris zaurocza się w pięknej kobiecie i szybko nawiązuje z nią bliską znajomość. Dwoje ludzi wkrótce zaczyna łączyć prawdziwe uczucie. Ich romans zostaje przerwany przez powrót Richarda, który u byłej dziewczyny ma ukrytą większą gotówkę (w fotelu, o czym Maria nie wiedziała). Richard nie wie z kim ma do czynienia, Chrisowi udaje się go oszukać, że jest byłym więźniem na zwolnieniu warunkowym, Richard nie wie również o związku Chrisa i Marii. Postanawia obydwoje użyć w dalszej ucieczce. Cała sprawa niemal się udaje, jednak tuż przed wejściem na pokład łodzi która ma zabrać Richarda, jego koleś rozpoznaje Chrisa jako policjanta. Richard i Chris muszą stoczyć pojedynek na śmierć i życie z którego zwycięsko, dzięki pomocy Marii wychodzi Chris. Nic już nie stoi na przeszkodzie ich miłości.  

## Główne role
- Aidan Quinn – Richard
- Scott Andersen – Reynaldo
- Madeleine Stowe – Maria
- Richard Dreyfuss – Chris
- Emilio Estevez – Bill
- Dan Lauria – detektyw Coldshank
- Forest Whitaker – detektyw Pismo
- Jackson Davies – agent FBI Lusk
- Earl Billings – szef policjantów

i inni.